# Air Flamenco
A Air Flamenco é uma companhia aérea de táxi aéreo operada pela Air Charter, Inc., com sede em Culebra, Porto Rico.

## História
A Air Flamenco remonta à Flamenco Airways, fundada em 1976 pelo Rubén Torres. A primeira aeronave utilizada foi o Piper Cherokee 6 com voos entre as ilhas de Culebra e Vieques . Seis meses após a operação inicial, eles adquiriram seu primeiro Britten-Norman Islander um bimotor com capacidade para 9 passageiros. Com esta nova aeronave, seus serviços se expandiram com mais rotas de passageiros e serviços postais dos EUA entre as duas ilhas de Vieques e Culebra e a ilha principal de Porto Rico. Nos cinco anos seguintes, a companhia aérea aumentou sua frota para 6 aeronaves, expandindo seus serviços e voos charter nas ilhas do Caribe, incluindo os EUA e as Ilhas Virgens Britânicas. Em 2009, a companhia aérea adquiriu 2 outros Britten Norman Islanders para voos de carga.
A companhia aérea está baseada em 4 locais: Aeroporto Fernando Luis Ribas Dominicci, mais conhecido como o Aeroporto Isla Grande, San Juan; Aeroporto José Aponte de la Torre, Ceiba, Porto Rico; Aeroporto Benjamín Rivera Noriega, Culebra; e o Aeroporto Antonio Rivera Rodríguez, de Vieques. Os destinos atuais são cidades em Porto Rico, nas Ilhas Leeward e na República Dominicana. A Air Flamenco é atualmente a maior operadora da Britten-Norman Islander.
A Air Flamenco voou com uma licença de fretamento aéreo até 2011. A FAA ordenou que a transportadora parasse e desistisse de exceder os requisitos de uma empresa de fretamento aéreo, uma vez que, na verdade, operavam um serviço de transporte aéreo sem licença. Eles foram multados em $ 30.000. Desde então, eles obtiveram uma licença para voar como uma transportadora aérea de serviço aéreo suburbano. A transportadora aérea é uma transportadora aprovada apenas por VFR.

## Frota

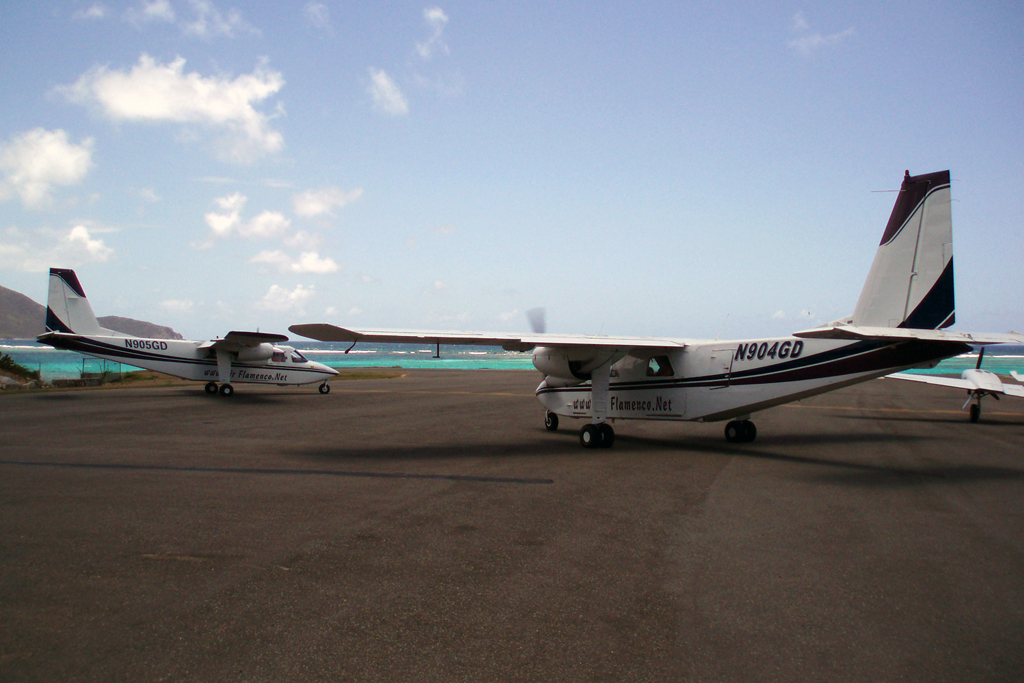
Britten-Norman Islander II da Air Flamenco no Aeroporto de Virgin Gorda

A frota da Air Flamenco consiste nas seguintes aeronaves:
| Aeronaves                 | Quantidade | Notas |
| ------------------------- | ---------- | ----- |
| Britten-Norman Islander   | 9          |       |
| Britten-Norman Trislander | 1          |       |
| Shorts Brother            | 4          |       |

Além de serem operados no serviço de passageiros, as versões dos três tipos são voadas na configuração all-cargo pela Flamenco Cargo, uma divisão dd  Air Flamenco.